# Bruce Gilliat
Bruce Gilliat es cofundador y el ex director general de Alexa Internet.